# Сиротино (Витебская область)
Сиро́тино (бел. Сіро́ціна) — деревня в Шумилинском районе Витебской области Беларуси. Административный центр Сиротинского сельсовета.

## История
История Сиротино насчитывает более трех веков.

## Культура и образование
- Учреждение образования «Сиротинская государственная общеобразовательная детский сад-базовая школа Шумилинского района»[2]

## Достопримечательности
- Церковь Рождества Пресвятой Богородицы